# Fefor
Fefor ist ein Ort in der norwegischen Kommune Nord-Fron in der Provinz (Fylke) Innlandet. Der Ort zählt nur wenige Einwohner und liegt zwischen dem Berg Feforkampen mit einer Höhe von 1160 moh. und dem See Feforvatnet auf einer Höhe von 883 moh. Die nächstgelegene Stadt Vinstra kann über den Peer Gynt Vegen erreicht werden. In Fefor befindet sich ein Hotel und eine Skianlage.